# André Poupart de Neuflize
Jean Abraham André II Poupart, baron de Neuflize, est un manufacturier, financier et homme politique français, né le 19 juillet 1784 à Sedan et mort à Neuflize le 2 juillet 1836.

## Biographie
André Poupart de Neuflize est le fils du manufacturier André Poupart, baron de Neuflize (1752-1814), et d'Adélaïde Dumoustier de Vâtre. Il est le petit-fils de Jean Abraham André Poupart de Neuflize, le neveu de Barthélémy-Albin-Fleury Delhorme et le beau-frère de Gilles Lemoine des Mares. Marié à Zélia Sévène, il est le père du banquier André Poupart de Neuflize (1820-1868), le grand-père de Jean de Neuflize, ainsi que le beau-père de Jules Joly de Bammeville, de Louis André (fils de Dominique André), du ministre Auguste-Nicolas Vaillant et du baron Édouard de Prez de Crassier.
Il rentre dans les affaires familiales et succède à son père à la tête des manufactures textiles à Sedan et dans les Ardennes, l'un des plus importants empires textiles du pays. En 1807, il fonde une filature mécanique à force hydraulique à Mouzon, destinée à recevoir des mécaniques à carder et filer la laine, puis en 1812, les filatures d'Angecourt. Il devient un membre influent du Conseil général des manufactures.
En avril 1813, il succède à son père en tant que maire de Sedan. Membre du Tribunal de commerce, il devient également membre du Conseil général des Ardennes, ainsi que président des collèges électoraux de Mézières et de Saint-Quentin. Son domaine de Neuflize est saccagé par les Russes en 1814.
Grand spéculateur en laines à Paris, il devient chef d'une maison de banque dans la capitale chargée de pourvoir aux besoins en capitaux et dépenses de ses nombreux établissements.
Sous la Restauration, le titre de baron de son père, qui lui est transmis par ordonnance en date du 30 novembre 1816, lui est confirmé à titre héréditaire par lettres patentes en date du 4 mars 1817,,. Il accueille le comte d'Artois sur les marches de Temple de l'Oratoire, à Paris. Il acquiert et fonde des usines à Elbeuf, Louviers, Reims, La Moncelle et Neuflize. Il expérimente les premières tondeuses hélicoïdales en 1817, qu'il commercialise à Paris. 
La crise de 1830, avec son rétrécissement des matières premières, du marché et du crédit, conjuguée a des conflits familiaux (avec sa sœur et l'époux de celle-ci, Gilles Lemoine des Mares), conduit à la faillite de l'entreprise en 1832, celle-ci nécessitant des capitaux propres trop importants.
Ses mémoires ont été publiés en 2013 sous le titre de Notes rassemblées et écrites par André Poupart de Neuflize en 1836 (Presses universitaires du Septentrion).

## Sources
- Gérard Gayot, L'Entrepreneur et l'historien : deux regards sur l'industrialisation dans le textile (XVIIIe – XIXe siècle), Presses universitaires du Septentrion, 2013
- Gérard Gayot, « Le Second Empire drapier des Neuflize à Sedan (1800-1830) », in: Histoire, économie et société, 1986, n° 1, p. 103-123
- Gérard Gayot, Les draps de Sedan : 1646-1870, École des hautes études en sciences sociales, 1998
- Geneviève Robida, Les Poupart et d'autres familles de Sedan, Cahiers du Centre de généalogie protestante, n° 98, 2007, p. 58-64
- Françoise Bosman, Usine à mémoires: les archives nationales du monde du travail à Roubaix, Cherche midi, 2008
- « Le testament économique d'André de Neuflize, failli de haute lignée », Entreprises et Histoire, n° 9, septembre 1995, p. 127-131
- Alain Becchia, La draperie en Normandie du XIIIe au XXe siècle, Publications de l'Université de Rouen, 2004
- Jean Lambert-Dansette, Histoire de l'entreprise et des chefs d'entreprise en France: Le temps des pionniers, 1830-1880. Des jalons d'existence, L'Harmattan, 2003
- Jean-Pierre Jessenne, Du directoire au consulat: Brumaire dans l'histoire du lien politique et de l'état-nation : colloque organisé à Rouen les 23 et 24 mars 2000, Université de Lille III, 1999